# عثيات ريشية كاذبة
عثيات ريشية كاذبة (الاسم العلمي Tineodidae)، فصيلة حشرات من رتبة حرشفيات الأجنحة وتنتمي إلى الفصيلة العليا كثيرات الريش. هي فصيلة صغيرة، تضم نحو 20 نوع. مواطنها أستراليا (يُعتقد أنه موطنها الأصلي) ووالاسيا إلى جنوب شرق آسيا وجنوب آسيا، وفي المحيط الهادي وصولًا إلى جزر ماركيساس.

## الأجناس
الأجناس التي تنطوي تحت فصيلة عثيات الريش الكاذبة:
| - Anomima Turner, 1922 - Carcantia Walker, 1859 - Cenoloba Walsingham, 1885 - Epharpastis Meyrick, 1887 - Euthesaura Turner, 1922 - Euthrausta Turner, 1922 | - Neoxychirota Clarke, 1986 - Oxychirota Meyrick, 1885 - Palaeodes Hampson, 1913 - Tanycnema Turner, 1922 - Tephroniopsis Amsel, 1961 - Tineodes Guenée in Boisduval & Guenée, 1854 |